# Carl-Eric Edlund
Carl-Eric Edlund, född Karl Axel Erik Edlund 23 april 1915 i Norrköping, död 27 mars 1985 i Matteus församling. Stockholm, var en svensk filmfotograf.
Edlund anställdes som B-fotograf hos Sandrews i början av 1940-talet och blev A-fotograf 1947. Under 1960-talet var han verksam som TV-fotograf, därefter A-fotograf vid Suecia-Film. 

## Filmfoto i urval
- 1948 – Ådalens poesi
- 1948 – Lars Hård
- 1948 – Främmande hamn
- 1949 – Hin och smålänningen
- 1950 – Södrans revy
- 1950 – Terras fönster nr 4
- 1952 – Kalle Karlsson från Jularbo
- 1965 – Arken
- 1969 – Håll polisen utanför (TV-serie)